# Blood Sugar Sex Magik
Blood Sugar Sex Magik – piąty album studyjny Red Hot Chili Peppers, wydany 24 września 1991 za pośrednictwem Warner Bros. Records (pierwszy album zespołu wydany za pośrednictwem tej wytwórni), którego producentem jest Rick Rubin. Techniki zastosowane na albumie różniły się w sposób znaczący od tych na Mother’s Milk (1989). Album łączy nurty heavymetalowe z funkowymi. Teksty piosenek bazują na zagadnieniach związanych z seksem, narkotykami, śmiercią, pożądaniem i emocjami (m.in. entuzjazm).
Album uplasował się na 3. miejscu listy Billboard 200 oraz sprzedał się w nakładzie ponad 13 milionów egzemplarzy na całym świecie. Stał się początkiem wielkiej sławy zespołu oraz zwrócił na siebie uwagę krytyków. Album dostarczył zespołowi kilka hitów (m.in. "Under the Bridge", "Give It Away", "Suck My Kiss" i "Breaking the Girl"). Gitarzysta John Frusciante opuścił zespół w 1992, powrócił do niego w 1998 (jego odejście było spowodowane trudnościami z poradzeniem sobie z dużą popularnością zespołu). Blood Sugar Sex Magik uważany jest za wpływowy i inspirujący element, który przyczynił się do tzw. "rockowej eksplozji" na początku lat 90. Steve Huey z serwisu AllMusic napisał, że Blood Sugar Sex Magik to "prawdopodobnie najlepszy album, jaki Red Hot Chili Peppers kiedykolwiek nagrali".

## Kontekst
W 1988 dotychczasowy gitarzysta Red Hot Chili Peppers, Hillel Slovak, zmarł z powodu przedawkowania narkotyków. Niedługo później z zespołu odszedł perkusista Jack Irons, przez co Flea i Kiedis rozpoczęli poszukiwania gitarzysty i perkusisty. Jako fan zespołu, Frusciante zainteresował się dołączeniem do zespołu, jednak szybciej miejsce Slovaka zajął DeWayne „Blackbyrd” McKnight. Po kilku miesiącach McKnight został wydalony z powodu kłopotów z komunikacją z resztą członków grupy. W międzyczasie Frusciante był blisko dołączenia do Thelonious Monster, jednak na prośbę Balzary’ego natychmiast dołączył do Red Hot Chili Peppers. Perkusista Chad Smith dołączył do grupy dwa tygodnie przed rozpoczęciem produkcji albumu Mother’s Milk, po przejściu castingu. Mother’s Milk stał się drugim albumem formacji, który został sklasyfikowany na liście Billboard Top 100 (52. miejsce). Album okazał się umiarkowanym sukcesem, jednak proces nagrywania i produkcji przedłużył Michael Beinhorn, producent albumu. Na jego żądanie Frusciante zmuszony był do grania muzyki cięższej, bazowanej na riffach metalowych. Producent podpowiedział również Kiedisowi, jak napisać teksty piosenek, by album odniósł sukces komercyjny. Działania te, w późniejszej ocenie zespołu, ograniczyły ich kreatywność.
Z chwilą wygaśnięcia kontraktu Red Hot Chili Peppers i EMI, zespół zaczął poszukiwania nowej wytwórni płytowej, która miałaby wydać ich następny album. Formacja doszła do porozumienia z wytwórnią Sony BMG z zastrzeżeniem, że wytwórnia wykupi cały nakład Mother’s Milk. Pomimo obietnicy szybkiego wypełnienia kontraktu, proces wykupowania nakładu potrwał kilka miesięcy. Pomimo podpisania kontraktu z Sony BMG, Mo Ostin, przedstawiciel Warner Bros. Records skontaktował się z Kiedisem, pogratulował podpisania kontraktu oraz przedstawił ofertę konkurencyjnej wytwórni. Kiedis powiedział:

Najfajniejszy, najbardziej szczery facet jakiego spotkałem w trakcie negocjacji zadzwonił właśnie do mnie, by przekonać nas do nagrania świetnego albumu dla konkurencyjnej wytwórni. To był taki typ człowieka, dla jakiego chciałbym pracować.

Kiedis przyjął propozycję i zerwał kontrakt z Sony BMG w celu podpisania umowy z Warner Bros. Ostin skontaktował się ze swoim przyjacielem z EMI, który zezwolił na zmianę wytwórni.

## Nagrywanie i produkcja
Po wyborze wytwórni zespół zaczął poszukiwać odpowiedniego producenta albumu. Wybór grupy padł na Ricka Rubina, który zdaniem Kiedisa "był najbardziej inteligentnym i światowym człowiekiem" jakiego zespół kiedykolwiek spotkał. W odróżnieniu od zatrudnianych wcześniej producentów, Rubin był kimś, którego członkowie grupy nie bali się pytać w kwestiach spornych. Producent nierzadko pomagał przy strojeniu instrumentów czy komponowaniu melodii.
Red Hot Chili Peppers postanowił wydać album w niekonwencjonalnej oprawie, co uwydatniłoby ich kreatywny sposób myślenia. Jako miejsce nagrania albumu Rubin zaproponował The Mansion w Los Angeles, dom, którego pierwszym właścicielem był Harry Houdini, na co formacja wyraziła zgodę. Zaangażowano ekipę inżynierów w celu urządzenia studia nagrań oraz sprowadzenia sprzętu potrzebnego do produkcji albumu w domu. Zespół zadecydował, że zamieszka w willi na okres nagrań, jednak Smith, twierdząc, że dom jest nawiedzony, odmówił pozostania w nim. Perkusista codziennie dojeżdżał do willi motocyklem, co jego zdaniem pozwalało mu segregować oraz oczyszczać głowę przed nagrywaniem albumu. Frusciante podzielił opinię i wątpliwości perkusisty i powiedział:

W tym domu z pewnością są duchy. Są jednak przyjazne. Nie dostajemy nic poza pozytywnymi wibracjami i radością, w jaki pokój byśmy nie weszli w tym domu 

Frusciante, Kiedis i Flea mieli oddzielny pokój w każdym ze skrzydeł budynku. Gdy nie nagrywano materiału wspólnie, Frusciante spędzał czas wolny malując, słuchając muzyki, czytając i samodzielnie nagrywając napisane przez siebie piosenki. Z powodu oddzielenia muzyków od siebie, Kiedis nagrał wszystkie swoje partie wokalne samodzielnie w swoim pokoju (był on wystarczająco duży, by pomieścić sprzęt potrzebny do nagrywania). Red Hot Chili Peppers pracował w domu ponad 30 dni; Kiedis stwierdził, że było to przyjazne i spokojne środowisko, co pozwoliło mu napisać teksty piosenek w krótkim czasie. Szwagrowi basisty zespołu pozwolono nagrać proces produkcji. Po zakończeniu nagrywania albumu, zespół wydał DVD Funky Monks.

## Muzyka
Blood Sugar Sex Magik został napisany sprawniej i w dużo krótszym czasie niż poprzedni album zespołu. Przed zamieszkaniem w willi Rubina, Frusciante i Kiedis współpracowali w swoich domach w celu wypracowania struktury piosenek i riffów gitarowych. Pomysły zostały zaprezentowane basiście i perkusiście zespołu. Zespół wspólnie zadecydował, które spośród zgromadzonych pomysłów będą wykorzystane (wybrano styl gry na gitarze, riffy, a także wokal i brzmienie perkusji).
Temat tekstów piosenek Kiedis skupił wokół faktów i mitów związanych z seksualnością. Takie piosenki jak "Suck My Kiss", "If You Have to Ask", "Sir Psycho Sexy", "Give It Away" i "Blood Sugar Sex Magik" zawierają wiele seksualnych podtekstów ("A state of sexual light / Kissing her virginity / My affinity" czy "Glorious euphoria / Is my must / Erotic shock / Is a function of lust"). Temat "The Greeting Song" zaproponował Rubin, który poprosił Kiedisa o napisanie piosenki wyłącznie o kobietach i samochodach. Pomimo niechęci ze strony wokalisty, napisał tekst, przyznając później, że jest to utwór z płyty, którego najbardziej nie lubi. Kiedis zaczął pisać teksty nt. przemyśleń człowieka będącego pod wpływem heroiny i kokainy i związanego z tym cierpienia. Wokalista twierdził, że najgorszy moment jego życia miał miejsce pod jednym z mostów w Los Angeles. Miesiąc później Rubin natknął się w pokoju Kiedisa na poemat, który później przekształcono w tekst do "Under the Bridge" i polecił Kiedisowi zaprezentowanie go reszcie członków zespołu. Wokalista uczynił to z niechęcią, gdyż, jak uważał, teksty były "zbyt miękkie" i nie pasowały do stylu zespołu. Po zanuceniu pierwowzoru piosenki Frusciante, obaj zaczęli komponować cały utwór w ciągu dwóch dni. Muzycy spędzili kilka godzin na dopasowywaniu akordów i melodii, jeszcze tego samego dnia zarys utworu był gotowy. Frusciante tak dobrał akordy potrzebne do zagrania intro, by zrównoważyć poważny nastrój utworu:

Mój mózg podpowiedział mi, że to bardzo smutna piosenka, więc pomyślałem, ze skoro tekst jest smutny, to zrobię coś, co sprawi, ze akordy będą choć trochę weselsze.

Blood Sugar Sex Magik łączy dwa style charakterystyczne dla Red Hot Chili Peppers – funk i punk, piosenki przedstawione na albumie są jednak daleko bardziej melodyjne niż na następnych albumach grupy, zwłaszcza na One Hot Minute. Takie utwory jak "The Righteous and the Wicked", "Suck My Kiss", "Blood Sugar Sex Magik", "Give it Away" i "Funky Monks" nadal zawierają riffy charakterystyczne dla metalu, różnią się jednak od Mother’s Milk mniejszym przesterem. Flea, który swoją grę na gitarze bazował na slappingu, zrezygnował z niej na rzecz bardziej melodyjnych akordów. Muzyk przyjął również filozofię minimalistyczną:

Na Blood Sugar Sex Magik chciałem grać w sposób jak najprostszy. Zdałem sobie sprawę z tego, ze dotychczas grałem zbyt dużo. Teraz postanowiłem się wyluzować i grać połowę tego co przedtem. Gdy grasz mniej, staje się to bardziej ekscytujące – jest więcej miejsca, więcej czasu na wszystko. Mam więcej czasu na skupienie się na grze. Chcę robić dobrze to co robię – wolę grać mniej, a dobrze, niż nie być skupionym i tłuc ogromną ilość akordów.

Kiedis uważał, że album rozwinie muzyczne horyzonty zespołu oraz "odetnie się od wcześniejszych nagrań". Jeden z najbardziej melodyjnych utworów na Blood Sugar Sex Magik, "Breaking the Girl" opowiada o krótkich i burzliwych związkach wokalisty z kobietami. Kiedis bał się, że poszedł w ślady swojego ojca i staje się kobieciarzem, przez co nie jest w stanie utrzymać długiego związku z kobietą. W połowie teledysku przedstawiony jest most, na którym znajdują się instrumenty perkusyjne wyciągnięte z pobliskiego śmietnika.
Pomimo tego, że sesje improwizacyjne zawsze były ważnym aspektem twórczości Red Hot Chili Peppers, utwory na Blood Sugar Sex Magik mają skomplikowaną, przemyślaną strukturę. Zespół odbył jedną sesję improwizacyjną w czasie nagrywania "Give it Away" – Frusciante, Flea i Smith grali podkład instrumentalny, po czym dołączył się do nich Kiedis.

Flea zaczął grać tę genialną basową partię solową, Chad zaczął nie wiadomo skąd grać dokładnie w rytm. Zawsze w głowie miałem zarysy piosenek, czy nawet ułożone kawałki. Spontanicznie podniosłem mikrofon z ziemi i zacząłem krzyczeć "Give it away, give it away, give it away, give it away now.

Filozofia i znaczenie tekstu "Give it Away" pochodzi z rozmową między Kiedisem i Niną Hagen nt. bezinteresowności i jak mało ważna w życiu jest sytuacja materialna. "My Lovely Man" została napisana przez Kiedisa na cześć zmarłego gitarzysty zespołu, Hillela Slovaka. "Sir Psycho Sexy" w zamierzeniu miała przedstawiać wyolbrzymioną, przesadzoną sylwetkę wokalisty, który może zdobyć każdą kobietę. "The Power of Equality" porusza i przeciwstawia kwestie rasizmu, uprzedzenia do ludzi i seksizmu. Kiedis napisał "I Could Have Lied" w celu upamiętnienia jego krótkiego romansu z Sinéad O’Connor.

## Promocja i wydanie
| Data wydania     | Wytwórnia            | Format            | Numer katalogowy               |
| ---------------- | -------------------- | ----------------- | ------------------------------ |
| 24 września 1991 | Warner Bros. Records | CD, kaseta        | 2-26681 (CD), 4-26681 (kaseta) |
| 1991             | Warner Bros. Records | płyta gramofonowa | 441                            |
| 1999             | Warner Music Group   | CD                | 7599266818                     |
| 2006             | Rhino Records        | CD                | 9362442312                     |
| 2007             | Warner Music Group   | CD                | 12310                          |
| 2008             | Warner Bros. UK      | CD                | 244231                         |

Blood Sugar Sex Magik został wydany 24 września 1991. Po dwóch miesiącach album uzyskał status złotej płyty (26 listopada 1991), zaś 1 kwietnia 1992 osiągnął status platynowej płyty. Na chwilę obecną (kwiecień 2009) płyta siedmiokrotnie zdobyła status platynowej w Stanach Zjednoczonych. W Polsce album uzyskał certyfikat złotej płyty. Nagranie uplasowało się na 3. miejscu listy Billboard Top 200. Początkowo stacje radiowe nie chciały nadawać utworu "Give it Away" mówiąc grupie, "żeby wróciła do nich, gdy w piosence znajdzie się jakaś melodia". KROQ-FM zaczęła nadawać utwór kilka razy dziennie i, jak powiedział Kiedis, "był to początek wchodzenia "Give it Away" do ludzkiej świadomości". Singel uplasował się na 9. miejscu listy UK Singles Chart oraz na 73. listy Billboard Hot 100. Blood Sugar Sex Magik sprzedał się w nakładzie 12 milionów kopii na całym świecie.
Z powodu ostatecznego sukcesu "Give it Away", grupa nie spodziewała się podobnego zjawiska po singlu "Under the Bridge". Warner Bros. wysłał swoich przedstawicieli na koncert Red Hot Chili Peppers w celu wybadania, jaki utwór będzie kolejnym singlem z albumu. Gdy Frusciante zaczął grać początkowe akordy, Kiedis zapomniał momentu wejścia – zamiast tego publiczność zaczęła śpiewać. Kiedis powiedział, że czuł się "zażenowany tym, że popsułem utwór w obecności przedstawicieli Warner Bros. Zacząłem ich przepraszać, jednak oni powiedzieli: o czy ty mówisz ? Jeśli każdy dzieciak na widowni śpiewa ten utwór, to musi to być nasz następny singel". "Under the Bridge" został wybrany drugim singlem. W kwietniu 1992 singel osiągnął 2. miejsce na liście Billboard Hot 100.
W celu wypromowania albumu w Europie, Frusciante i Kiedis udali się w podróż do Holandii. Podróż pokazała trudności Frusciante w życiu poza willą, w której nagrywano album (gdzie pozostawał w odosobnieniu przez 30 dni). Kiedis skomentował sytuację: "był tak kreatywny w trakcie nagrywania albumu, że uważam, że nie wie jak normalnie żyć z tą eksplodującą kreatywnością". W trakcie podróży Frusciante zaczął zażywać heroinę, która zachwiała jego stabilność psychiczną. Promocyjna podróż zakończyła się w Londynie, skąd Frusciante postanowił wrócić do Kalifornii.

## Przyjęcie przez krytyków oraz publiczność
Blood Sugar Sex Magik został pozytywnie przyjęty przez krytykę – zespół był chwalony za zaprzestanie bombardowania słuchacza heavymetalowymi riffami, jak to miało miejsce na Mother’s Milk. Tom Moon z magazynu Rolling Stone zauważył zmianę stylu produkcji Ricka Rubina, który "dał zespołowi dynamikę". Moon docenił album, który według niego "przejawia zainteresowanie studyjnymi realiami i niuansami ważnymi w procesie produkcji". Steve Huey z serwisu AllMusic stwierdził, że "jest to najlepszy album Red Hot Chili Peppers... muzyka Frusciante nie jest już taka nieznośnie głośna, gitarzysta daje więcej miejsca czystym dźwiękom i studyjnym poprawkom; cała gra formacji jest bardziej ambitna i pewna". Huey napisał, że album "dryfuje między różnymi stylami... dotyka niemal wszystkich aspektów muzycznych i psychicznych członków grupy". Magazyn Guitar Player zauważył dużą zmianę w stylu gry Frusciante: "czerpiąc inspiracje z takich stylów jak acid-rock, soul-funk i art-rock i łącząc je z surowym dźwiękiem, Frusciante znalazł złoty środek – jego styl nie został jeszcze nigdzie powtórzony". Devon Powters z serwisu PopMatters napisał: "poprzez swoje niesamowite funkowe, diaboliczne niekiedy brzmienie Blood Sugar Sex Magik przywrócił mi dumę z muzyki, mojej kultury, rasy, klasy społecznej i mnie samego". Philip Booth, dziennikarz gazety The Tampa Tribune, nazwał album "ambitną próbą będącą kulminacją talentu Red Hot Chili Peppers oraz pokazaniem ich muzycznych możliwości. Pokazał ich cały potencjał, który drzemał w grupie od początku istnienia, od 1983, kiedy to Flea i Kiedis założyli Red Hot Chili Peppers". Robert Christgau dał albumowi dwie gwiazdki w swojej skali. Blood Sugar Sex Magik uznawany jest za przełomowy album w historii rocka, stanowiący fundament dla rocka alternatywnego lat 90. XX wieku.
"Under the Bridge", który okazał się przełomowym singlem dla zespołu, według wielu krytyków jest podsumowaniem całego albumu. Allmusic nazwał utwór "przejmującym przeżyciem dla słuchacza... piosenka wydaje się być oczywista, gdy słyszymy proste akordy akompaniujące wstępnym wersom tekstu... i to poczucie kruchości i delikatności potęgowane przez falsetowe chórki Frusciante pod koniec utworu". AllMusic stwierdził, że singel "stał się nieodłączną częścią sceny alternatywnej lat 90. i stanowi jeden z najczystszych diamentów połyskujących pośród funkowego całokształtu twórczości Red Hot Chili Peppers". Entertainment Weekly skrytykował powagę albumu oraz "Under the Bridge" za "wymyślne, śmieszne, ugładzone dźwięki". Singel osiągnął ostatecznie 2. miejsce listy Billboard Hot 100 w kwietniu 1992. "Give It Away" był również chwalony jako "mikstura i połączenie pozytywnych wibracji, hołd złożony muzycznym herosom i pochwalający prostą miłość". Frusciante został doceniony za "dodanie do piosenki dwóch genialnych załamań i zmian tempa, co stanowiło znakomity, mrożący krew w żyłach kontrast z aktywnością wokalną Kiedisa przeradzającą się nieraz w powolną, ospałą partię solową". Niektóre utwory, np. "Sir Psycho Sexy", zostały skrytykowane jako zbyt wyraziste, a także zbyt łatwe do odbioru. Devon Powters z serwisu Pop Matters napisał, że "osiem minut "Sir Psycho Sexy" przerodzą młodych fanów RHCP w szalone masy wariatów z burzą hormonalną. Przepełnione seksem wersy można znaleźć również w "Apache Rose Peacock"; "Blood Sugar Sex Magik" brzmi jak uprawianie seksu; nawet najczystsza dziewica po przesłuchaniu Blood Sugar Sex Magik wychodzi z dużym doświadczeniem w tej dziedzinie. Nawet totalni seksualni laicy wyniosą coś z przesłuchania tego albumu". Dla porównania singel "Suck My Kiss", według Amy Hanson z AllMusic, "totalnie nie pasuje do uporządkowanego rocka alternatywnego, jaki zaczął się wykluwać na początku lat 90.". Poprzez piosenkę zespół "zbliżył się do zespołów balansujących na pograniczu kilku gatunków muzycznych, które były w stanie uczynić przełomowy krok w muzyce, która była gwałtownie wypierana przez inny styl w muzyce. RHCP wybili się z dominacji muzyki grunge".
Wiele lat po wydaniu albumu Blood Sugar Sex Magik zostały umieszczony na wielu listach skupiających najlepsze albumy, szczególnie na tych odnoszących się do lat 90. Magazyn Spin umieścił album na 58. miejscu listy "90 najlepszych albumów lat 90.", ponadto album znalazł się na 11. miejscu podobnej listy ułożonej przez magazyn Pause & Play. Nagranie znalazło się na liście "najistotniejsze albumy gitarowe" magazynu Guitarist Magazine; zostało również zawarte w publikacji 1001 albumów, które musisz usłyszeć przed śmiercią. Blood Sugar Sex Magik został umieszczony na 310. miejscu listy 500 albumów wszech czasów magazynu Rolling Stone.

## Trasa koncertowa i odejście Frusciante
Przed rozpoczęciem trasy koncertowej promującej album, Kiedis obejrzał teledysk do utworu "Rhinoceros" autorstwa The Smashing Pumpkins na MTV. Skontaktował się z menadżerem zespołu i polecił mu zaproszenie The Smashing Pumpkins na wspólną trasę koncertową. Kilka dni później The Smashing Pumpkins zaakceptowali zaproszenie. W międzyczasie z Red Hot Chili Peppers skontaktował się Jack Irons i poprosił o zgodę na udział w trasie Pearl Jam. Pierwszy koncert po wydaniu Blood Sugar Sex Magik miał miejsce w Oscar Meyer Theater w Madison, Wisconsin. Występ zebrał pozytywne opinie od gazety Milwaukee Journal:

Publiczność była wirującą masą kubków, butów, koszulek i kostek lodu. Nie było to jedynie męskie widowisko – wiele kobiet również dołączyło się do tego chaosu, zdejmując bluzki i staniki. Prawdziwa eksplozja szaleństwa nastąpiła w trakcie grania 'Higher Ground', 'Suck My Kiss' i 'Give it Away', kiedy Frusciante zaprezentował riff z piosenki "Sweet Leaf" zespołu Black Sabbath

Utwory z Blood Sugar Sex Magik zaczęły być coraz częściej nadawane przez stacje radiowe, zaś album jako całość osiągnął szczyt sprzedaży w środku trasy koncertowej po Stanach Zjednoczonych. Frusciante, który chciał, by zespół nadal był zespołem na niewielką skalę, popadł w depresję z powodu sukcesu albumu i wzrostu popularności zespołu. Kiedis powiedział:

Zaczął tracić radość życia. Zniknęły gdzieś wszystkie pozytywne aspekty jego osobowości. Nawet na scenie wydawał się być otoczony jakąś powłoką powagi.

Frusciante zaczął odsuwać się od grupy. Żywił urazę do pozostałych członków zespołu. Uważał nową popularność zespołu za haniebną i godną pożałowania.
Z czasem napięcie pomiędzy Kiedisem a Frusciante zaczęło narastać. Kiedis tak wspominał jedną z kłótni z gitarzystą po koncercie w Nowym Orleanie:

Graliśmy w ogromnym domu, John jednak stał w rogu i delikatnie grał na gitarze, kilka razy się pomylił. Po koncercie pokłóciliśmy się".

Organizatorzy stwierdzili, że w związku z nieustannie wzrastającą popularnością zespołu i coraz większą ilością koncertów granych dla dużej publiczności, Pearl Jam musi być zastąpiony przez zespół z większym dorobkiem. Kiedis skontaktował się z perkusistą Nirvany, Dave’em Grohlem i zapytał o możliwość dołączenia zespołu do trasy koncertowej – Grohl przyjął propozycję. Wokalista The Smashing Pumpkins, Billy Corgan, odrzucił propozycję grania z Nirvaną (Corgan był przez długi czas związany z późniejszą żoną Kurta Cobaina, Courtney Love). W związku z zaistniała sytuacją The Smashing Pumpkins zostali wyłączeni z programu trasy i zastąpieni przez Pearl Jam. Pierwszy koncert z Nirvaną miał miejsce w L.A Sports Arena. Kiedis uznał występ za "surową, nieprzepartą energię; ich muzykalność, wybór piosenek, byli jak piła łańcuchowa przecinająca się przez noc". Gdy Red Hot Chili Peppers zakończyli trasę z Nirvaną, wyruszyli w podróż do Europy, w którą Frusciante zabrał swoją przyjaciółkę, Toni Oswald. Kiedis powiedział: "John złamał naszą niepisaną zasadę niezabierania żadnych żon czy przyjaciółek w trasę". Po zakończeniu europejskiego etapu trasy, zespół wrócił do Nowego Jorku, gdzie wystąpił w jednym z odcinków programu Saturday Night Live. Drugim utworem granym przez grupę był "Under the Bridge"; Kiedis twierdził potem, że Frusciante sabotował występ:

Frusciante zachowywał się tak, jakbyśmy robili próbę, jakbyśmy testowali brzmienie. A my nie testowaliśmy, nie robiliśmy próby. Graliśmy w telewizji dla wielomilionowej publiczności – występ był dla mnie koszmarem. Zacząłem śpiewać w tempie, jaki narzucił Frusciante. Czułem się jak człowiek wystawiony do wiatru, postawiony przed całą Ameryką i koszmarnie śpiewający, podczas gdy Frusciante stał sobie w kącie i prowadził swój muzyczny eksperyment.

Grupa zawiesiła działalność na dwa tygodnie pomiędzy europejskim i japońskim etapem trasy, który rozpoczął się w maju 1992. Kilka minut przed wejściem na scenę przed koncertem w Tokio, Frusciante odmówił wejścia na scenę, twierdząc, że opuszcza zespół. Po półgodzinnej rozmowie gitarzysta zgodził się zagrać koncert, zastrzegł jednak, że będzie on jego ostatnim. Kiedis skomentował sytuację: "To był nasz najgorszy koncert w historii, najbardziej bolesny. Każdy akord, słowo, ból. Graliśmy koncert wiedząc, że dłużej nie jesteśmy już zespołem. Patrzyłem na Johna i widziałem jego minę pełną pogardy. Tej nocy John opuścił świat Red Hot Chili Peppers". Tymczasowo na miejsce Frusciante do zespołu dołączył Arik Marshall, który odszedł z grupy po zagraniu na festiwalu Lollapalooza i dokończeniu europejskiego etapu trasy.

## Oprawa graficzna
Wszystkie fotografie, ilustracje na potrzeby Blood Sugar Sex Magik wykonał filmowiec Gus Van Sant. Okładka albumu przedstawia członków zespołu rozstawionych ze wszystkich stron i patrzących na różę. Teksty piosenek wydrukowane są białą czcionką na czarnym tle (teksty napisane są własnoręcznie przez Kiedisa). Poligrafia dołączona do albumu zawiera kompilację zdjęć tatuaży członków zespołu (m.in. pierwotni mieszkańcy Ameryki, zwierzęta oraz potwory, a także cytaty i symbole). W poligrafii znajdują się również zdjęcia członków zespołu oddzielnie, a także dwie fotografie przedstawiające grupę w całości.
Single promujące Blood Sugar Sex Magik w niewielkim stopniu powielają oprawę artystyczną albumu. Okładka singla "Give It Away" przedstawia chińskie niemowlę otoczone rybami, warzywami, owocami i sushi. Okładka "Under the Bridge" przedstawia most w Los Angeles. Z kolei okładka "Suck My Kiss" zawiera czarno-białe zdjęcie zespołu, na którym Flea trzyma pokaźnych rozmiarów rybę. Okładkę "Breaking the Girl" stanowi obraz człowieka pokrytego magmą.

## Wyróżnienia
| Publikacja                 | Państwo           | Wyróżnienie                                           | Rok  | Miejsce |
| -------------------------- | ----------------- | ----------------------------------------------------- | ---- | ------- |
| Pause & Play               | Stany Zjednoczone | "Najlepsze 100 albumów lat 90."                       | 1999 | 11      |
| Rolling Stone              | Stany Zjednoczone | 500 najlepszych albumów wszech czasów                 | 2003 | 310     |
| Spin                       | Stany Zjednoczone | "90 najlepszych albumów lat 90."                      | 1999 | 58      |
| Q                          | Wielka Brytania   | "90 najlepszych albumów lat 90."                      | 1999 | 58      |
| Guitarist Magazine         | Wielka Brytania   | "101 najistotniejszych albumów gitarowych"            | 2000 | 11      |
| Guitar World               | Stany Zjednoczone | "100 najlepszych albumów wszech czasów"               | 2006 | 18      |
| My Favourite Album         | Australia         | "Najbardziej ulubione albumy Australii wszech czasów" | 2006 | 8       |
| Rock and Roll Hall of Fame | Stany Zjednoczone | "200 najlepszych albumów wszech czasów"               | 2007 | 88      |

## Lista utworów
Wszystkie utwory autorstwa Red Hot Chili Peppers.
1. "The Power of Equality" – 4:03
2. "If You Have to Ask" – 3:37
3. "Breaking the Girl" – 4:55
4. "Funky Monks" – 5:23
5. "Suck My Kiss" – 3:37
6. "I Could Have Lied" – 4:04
7. "Mellowship Slinky in B Major" – 4:00
8. "The Righteous & the Wicked" – 4:08
9. "Give It Away" – 4:43
10. "Blood Sugar Sex Magik" – 4:31
11. "Under the Bridge" – 4:24
12. "Naked in the Rain" – 4:26
13. "Apache Rose Peacock" – 4:42
14. "The Greeting Song" – 3:13
15. "My Lovely Man" – 4:39
16. "Sir Psycho Sexy" – 8:17
17. "They're Red Hot" (Robert Johnson) – 1:12

### Strony B
- "Search and Destroy" (Iggy Pop, James Williamson) – 3:34
- "Soul to Squeeze" – 4:50
- "Sikamikanico" – 3:23
- "Fela's Cock" – 5:10
- "Castles Made of Sand" (Jimi Hendrix) – 3:18
- "Little Miss Lover" (Hendrix) – 2:38

## Skład
- Anthony Kiedis – śpiew
- John Frusciante – gitara, wokal wspierający
- Flea – gitara basowa, wokal wspierający
- Chad Smith – perkusja
- Rick Rubin – producent
- Gus Van Sant – dyrektor artystyczny
- Brendan O’Brien – keyboard, inżynier
- Gail Frusciante – wokal wspierający na "Under the Bridge"
- Pete Weiss – drumla na "Give it Away"[71]
- Brenden O’Brien – melotron na "Sir Psycho Sexy" i "Breaking the Girl"[71]

## Pozycje na listach przebojów

### Album
| Lista          | Pozycja |
| -------------- | ------- |
| Billboard 200  | 3       |
| UK Top 40      | 5       |
| Swedish Top 60 | 26      |
| Austria        | 17      |
| Francja        | 71      |
| Finlandia      | 16      |
| Norwegia       | 5       |
| Szwajcaria     | 10      |

### Single
| Rok  | Single              | Lista                  | Pozycja |
| ---- | ------------------- | ---------------------- | ------- |
| 1991 | "Give It Away"      | Modern Rock Tracks     | 1       |
| 1991 | "Give It Away"      | Billboard Hot 100      | 73      |
| 1992 | "Under the Bridge"  | Billboard Hot 100      | 2       |
| 1992 | "Under the Bridge"  | Mainstream Rock Tracks | 2       |
| 1992 | "Under the Bridge"  | Modern Rock Tracks     | 6       |
| 1992 | "Breaking the Girl" | Mainstream Rock Tracks | 15      |
| 1992 | "Breaking the Girl" | Modern Rock Tracks     | 19      |
| 1992 | "Suck My Kiss"      | Modern Rock Tracks     | 15      |